# Tumpanogots
Tumpanogots (Timpaiavats), jedno od plemena ili manjih bandi Ute Indijanaca iz Velikog Bazena uz jezero Utah u središnjem Utahu. Kraj koji su nastanjivali nastanjen je još od 9000. pr. Kr., ali grupe koje u novije vrijeme tamo žive Lagunas, Tumpanogots, Nungapacants i Pagavants. Svakako su u taj kraj pristigli tek u skorašnje doba. Kasnije su plemena s područja uz jezero Utah kolektivno prozvana Timpanogos, a po njima dobit će i planina Timpanogos svoje ime.
Pod imenom Timbabatsche spominje ih Karl May u svojoj knjizi 'Blago u Srebrnom jezeru'.